# Mallabad, Afzalpur
Mallabad là một làng thuộc tehsil Afzalpur, huyện Gulbarga, bang Karnataka, Ấn Độ.